# Song Seong-il
Song Seong-il (kor. 송 성일; ur. 8 września 1969, zm. 29 stycznia 1995) – południowokoreański zapaśnik w stylu klasycznym. Olimpijczyk z Barcelony 1992, gdzie zajął ósme miejsce w kategorii 100 kg.
Dwukrotny uczestnik mistrzostw świata, czwarty w 1993. Złoto na igrzyskach azjatyckich w 1994. Mistrz Azji w 1992 i 1993. Drugi w Pucharze Świata w 1993 roku.